# تان روزندال
تان روزندال(هلندی: { tɔn rosɛndal }؛ متولد ۲۰ مارس ۱۹۶۰ سازنده نرم‌افزار و سازنده فیلم هلندی است. او به عنوان خالق اصلی مجموعه ایجاد شده با منبع باز بلندر شناخته می‌شود. او همچنین به عنوان بنیانگذار و رئیس بنیاد بلندر و برای پروژه‌های دارای محتوای آزاد پیشگام شناخته می‌شود. در سال ۲۰۰۷، او مؤسسه بلندر در آمستردام را تأسیس کرد، جایی که او در هماهنگ‌کردن توسعه بلندر، انتشار کتابچه‌های راهنما و دی وی دی و سازماندهی انیمیشن ۳ بعدی و پروژه‌های بازی کار می‌کند.

## اوایل
روزندال پیش از تأسیس استودیوی انیمیشن "NeoGeo" در سال ۱۹۸۹، طراحی صنعتی در آیندهوون را مطالعه کرد. این فیلم به سرعت تبدیل به بزرگ‌ترین استودیو انیمیشن ۳ بعدی در هلند شد. در NeoGeo، روزندال مسئول توسعه نرم‌افزار بود، در سال ۱۹۸۹ او یک ردیابی اشعه به نام اثرات for و در سال ۱۹۹۵ نوشت و تصمیم گرفت تا توسعه یک ابزار نرم‌افزاری خانگی را برای انیمیشن ۳ بعدی که براساس مسیرها و ابزارهایی که NeoGeo نوشته بود آغاز کند. این ابزار بعدها "بلندر" نامیده شد. در ژانویه ۱۹۹۸ نسخه آزاد بلندر از طریق اینترنت منتشر شد و پس از آن نسخه‌های برای لینوکس و فری‌بی‌اس‌دی در ماه آوریل منتشر شد. (۳)کمی بعد از آن، NeoGeo توسط یک شرکت دیگر در قطعات گرفته شد. این زمانی بود که Ton روزندال و فرانک وان بیک تصمیم گرفتند شرکتی به نام شماره (nan)را برای بازار بیشتر و توسعه بلندر پیدا کنند. مدل کسب‌وکار nan شامل ارائه محصولات و خدمات تجاری در سراسر بلندر بود. در سال ۲۰۰۰، شرکت تامین‌کننده مالی رشد چندین شرکت سرمایه‌گذاری شد. هدف این کار ایجاد یک ابزار ساخت آزاد برای محتوای تعاملی ۳ D (برخط)، و نسخه‌های تجاری نرم‌افزار برای توزیع و انتشار بود. روزندال در سال ۲۰۰۲ به آمستردام نقل‌مکان کرد.
.
به خاطر فروش پایین و آب و هوای سخت اقتصادی، سرمایه گذاران nan تصمیم گرفتند تا همه عملیات را در ژانویه / فوریه ۲۰۰۲ متوقف کنند و پایان توسعه بلندر را نشان دهند. با این حال، در ماه مه سال ۲۰۰۲، با حمایت جامعه کاربران، و مشتریان بلندر، روزندال بنیاد بلندر غیرانتفاعی را تأسیس کرد.

## بنیاد بلندر
اولین هدف بنیاد بلندر، یافتن راهی برای ادامه توسعه و ترویج بلندر به عنوان یک پروژه مبتنی بر جامعه بود. در ژولای ۲۰۰۲، سرمایه گذاران nan در طرحی برای انتشار بلندر تحت مجوز منبع باز استفاده کردند. طرح «بلندر آزاد» به دنبال افزایش ۱۰۰۰۰۰ یورو به عنوان هزینه یک زمانی بود تا سرمایه گذاران nan بر روی منابع آزاد بلندر موافقت کنند. این کمپین تنها در عرض هفت هفته به این هدف رسید. در ۱۳ اکتبر ۲۰۰۲، بلندر به خاطر مجوز عمومی گنو منتشر شد. پس از این موفقیت، تان روزندال شروع به هماهنگ‌کردن توسعه بلندر به عنوان رئیس بنیاد بلندر کرد.
با اصل بلندر به عنوان یک ابزار ساخت خانگی، بازخورد از استفاده از ابزار به پیشرفت مداوم آن تبدیل شده‌است. در دو و نیم سال اول توسعه متن‌باز، این ویژگی منحصر به فرد پروژه بلندر بود که ثابت شده بود که سازماندهی و نگهداری دشوار است. بنیاد بلندر به جای تأمین بودجه پروژه مستقیماً با کنار هم آوردن توسعه دهندگان نرم‌افزار تصمیم گرفت یک پروژه را با بهترین هنرمندان در جامعه بلندر شروع کند و آن‌ها را به یک فیلم انیمیشن ۳ بعدی تبدیل کند. هدف پروژه این بود که به‌طور همزمان ثابت کند که بلندر می‌تواند برای ایجاد یک انیمیشن با کیفیت حرفه‌ای و کمک به توسعه خود بلندر استفاده شود.
در ۱۶ ژوئیه ۲۰۰۹ او دکترای افتخاری خود را در دانشگاه متروپولیتن لیدز به خاطر کار بر روی بلندر به او اهدا کرد.
در ۲ فوریه ۲۰۱۹ میلادی، روزندال و نرم‌افزار بلندر، جایزه Ub Iwerks را دریافت کردند.

## پروژه‌های باز
در سال ۲۰۰۵، کار بر روی پروژه نارنجی آغاز شد. نتیجه این پروژه اولین فیلم باز شناخته‌شده جهان، رؤیای فیل‌ها بود. این فیلم و تمام دارایی‌هایی که در طول تولید مورد استفاده قرار گرفتند، تحت مجوز اسناد عمومی باز منتشر شدند.
به دلیل موفقیت اولین پروژه فیلم افتتاح، تان روزندال، مؤسسه بلندر " را در تابستان ۲۰۰۷ تأسیس کرد. این دفتر اکنون دفتر و استودیوی بنیاد بلندر است و عمدتاً به عنوان یک دفتر برای کارمندان تمام‌وقت بنیاد بلندر و برای هماهنگی و تحقق پروژه‌های باز مربوط به فیلم سه‌بعدی، بازی و جلوه‌های تصویری استفاده می‌شود.
در آوریل ۲۰۰۸، پروژهٔ هلوی بزرگ، Big Buck Bunny، در مؤسسه بلندر به پایان رسید. در سپتامبر ۲۰۰۸، بازی باز، فرانکی! منتشر شد. سومین فیلم آزاد، پروژه Durian که با نام Sintel نیز شناخته می‌شود در ۳۰ سپتامبر ۲۰۱۰ منتشر شد. در ۱۰ ژانویه ۲۰۱۱ او چهارمین پروژه با عنوان «اشک‌های فولاد» را اعلام کرد که در سال ۲۰۱۲ منتشر شد و پروژه gooseberry با نام Cosmos laundromat در تابستان ۲۰۱۵ عرضه شد.